# Rajon Talas
Der Rajon Manas ist ein Rajon des Oblus Talas in Kirgisistan mit 69.606 Einwohnern (Stand 2022). Das Verwaltungszentrum ist das Dorf Manas.

## Verwaltungsgliederung
Der Rajon grenzt an den Rajon Manas und den Rajon Bakai-Ata im Oblus Talas, den Rajon Dschajyl und den Rajon Panfilow im Oblus Tschüi sowie im Norden an die Audandar Turar Rysqulow und Merki im Gebiet Schambyl (Kasachstan). Er umfasst 28 Dörfer in 13 Landgemeinden.